# Марко Марковић
Марко Марковић (Лесковац, 26. јул 1935 — Београд, 23. децембар 2011) био је српски и југословенски спортски новинар, доајен спортског новинарства.
Марко Марковић био је изузетно позната и медијски цењена и утицајна личност у бившој Југославији и Србији.  Препознатљив по својој објективности и стручном и неутралном праћењу догађаја и ситуација. Истински великан професије и стваралац програма.

## Биографија
Марко Марковић рођен је у Лесковцу 1935. године, а новинарством почео да се бави 1957. године у оквиру тадашње Радио Приштине и Радио Београда.
До породичног пресељења у Београд, први део детињства је провео у селу Туларе, општина Медвеђа.   
Највећи део каријере провео је у Радио-телевизији Београд  (1961—1995). Током радног века преносио је велики број фудбалских и кошаркашких утакмица                    (на радију посебно и на телевизији, преко 2.000) од којих су многи постали легендарна достигнућа позива и извештавао са 40 шампионата Европе и света и Олимпијских игара (чак 8 пута по чему је рекордер на просторима бивше СФРЈ). Памте се његови пренoси бројних успеха југословенских и српских спортиста широм света.   
Поред спортског новинарства, Марко Марковић је у почетку и током богате каријере повремено пратио и друге области. 
Учествовао је у покретању емисија Спортски преглед, Спортска субота, Време спорта и разоноде на Pадио Београду, Круг 202 и многе друге, а био је аутор више радио и ТВ емисија о спорту, великог броја интервјуа и шест монографија. Марко Марковић био је сарадник готово свих дневних и периодичних листова на подручју Србије и Југославије. Такође учествовао је и сарађивао у медијским активностима и припреми и реализацији програма и у тадашним другим републичким и савезним радио телевизијским станицама. 
Од 1971. до  1994. године био је аутор и водитељ култне спортске ТВ емисије „Индирект”, која се није бавила искључиво актуелним догађајима већ занимљивим спортским темама обрађеним на посебан начин. Припремали су је најпознатији спортски новинари, учествовали истакнути стручњаци, асови, актери великих спортских догађаја. Остају његове ауторске рубрике "Кутак за спорни тренутак, Куцамо на врата заборављених асова, Спорт у карикатури, Спорт и привреда" и друге.
Марко Марковић оставио је значајан траг и у забавном програму припремајући и учествујући у бројим емисијама тог типа (Образ уз образ, Недељно поподне, Новогодишњи програм и друге). Био је један од покретача и првих водитеља експерименталног програма ТВ Београд у студију на Сајмишту.
Био је препознатљив и по, за то време, неконвенционалном облачењу, када је на снимањима уместо сакоа и кравате носио џемпере. Марковић је био и одговорни уредник Спортског програма РТВ Београд, одговорни уредник Спортског програма РТС-а, као и председник и оснивач Удружења спортских новинара СРЈ и СФРЈ.
Марко Марковић добитник је наjвиших признања за своје професионално стваралаштво. Oктобарске награде Града Београда, Златног микрофона (два пута) и Награде за животно дело Удружења спортских новинара Србије и Југославије, награде Светозар Марковић Удружења новинара, годишње награде РТС-а, награде и ордена председништва СФРЈ, почасне плакете међународног Удружења спортских новинара и многе друге. 
Једно време и током Олимпијских игара у Пекингу 2008. (последњих на којима је боравио) обављао је и функцију шефа медијског тима Олимпијског комитета Србије. 
1995. године због неслагања са тадашњом новом уређивачком политиком као и због јавног критиковања тадашњих државних функционера и спортских структура, посебно у фудбалу, Марко Марковић био је принуђен да напусти после скоро четири деценије Радио телевизију Србије под чудним и политички инспирисаним околоностима. Био је један од првих новинара који се јавно огласио у вези са криминалом у спорту и активно се борио против рушења система вредности.   
Део радног века након РТС-а провео је и у привреди у банкарском сектору (тадашња "Контрол банка") као саветник за велике клијенте и контакте са јавношћу. 
Од 1995. године радио је паралелно све до смрти и на Телевизији Пинк, где је био уредник спортске редакције и оснивач спортског програма (покретач и аутор емисија "Спорно" и "Пинк спорт").
О животу и раду Марка Марковића, издаваштво РТС је објавило књигу новинара Мирослава Нешића, "Роб и господар микрофона". 
Скупштина Града Београда донела је одлуку у октобру 2021. године да додели једну улицу Марку Марковићу на територији Града Београда. Улица се налази на Кошутњаку, општина Чукарица (бивша Жумберачка).
Такође, Скупштина Града Лесковца доделила је 2020. године једну улицу Марку Марковићу у ширем центру града. Сличне иницијативе најављене су и у другим градовима и општинама.
У дугогодишњем браку са новинарком Радио Београда Дином Борозан Марковић има сина Мишу.
Сахрањен је у Алеји заслужних грађана на Новом гробљу у Београду.

## Галерија
- Марковић, децембра 1977. године
- Марковић и Дуња Ланго
- Марковић, децембра 1977. године
- Гробно место у Алеји заслужних грађана на Новом гробљу у Београду